# Aripert II
Aripert o Aribert II (? - Pavia, març de 712) va ser rei dels llombards i rei d'Itàlia (702-712).

## Biografia
Fill del duc de Torí Ragimpert el 700 va fer costat al seu pare en el seu ascens al tron contra el fill de Cunipert, Liutpert. L'intent va reeixir gràcies al suport dels llombards de la part nord-occidental; Ragimpert va associar al seu fill Aripert al tron (701), i uns mesos més tard va morir; Aripert llavors fou derrotat pels partidaris de Luitpert, encapçalats pel seu antic regent Ansprand i pel duc de Bèrgam Rotari, sent fet presoner. Luitpert fou restablert al tron.
Aripert va aconseguir escapar i l'any següent va derrotar a Liutpert i als seus protectors; el jove rei fou deposat i empresonat i Aripert va ser coronat en el seu lloc. Rotari a Bèrgam va perseverar en la seva oposició i es va proclamar rei al seu torn, però Aripert va marxar contra ell, el va derrotar després d'un sagnant setge i, després li va fer afaitar el cap i la barba en senyal de menyspreu (el tractament s'aplicava a esclaus i presoners de guerra), el va relegar a Torí, on aviat el va fer matar. Fins i tot Liutpert va ser assassinat, ofegat durant el bany. Ansprand va escapar a la captura refugiant-se primer a l'illa Comacina, i després al ducat de Baviera. Aripert va empresonar però la seva família (esposa i fills), que van ser torturats i horriblement mutilats i només es va salvar el fill més jove (de pocs anys), Liutprand, que va ser retornat al seu pare.
Immediatament després el ducat de Bèrgam va ser rebaixat a gastaldat (un territori d'administració reial) per poder-lo controlar directament, a través dels seus homes de confiança, perquè s'havia format a Bèrgam un grup de poder, en haver-se convertit Bèrgam, des de la mort de Clef, en un dels ducats més forts. Un nou intent de rebel·lió es va forjar poc després: el duc de Friül, Còrvul es va aixecar, però Aripert el va derrotar, el va cegar i el va reemplaçar pel seu fidel Pemmó.
Va continuar la política filocatòlica de la dinastia bavaresa, a la qual pertanyia, tornant al Papa territoris ocupats als Alps Cotis pels seus predecessors i va buscar l'amistat tant del papa com dels romans d'Orient, sense treure profit de la crisi que va afectar l'Imperi en aquest moment i que portava les províncies italianes a un creixent distanciament i autonomia.
Un cop passades les tensions inicials, el regne de Aripert va ser pacífic i pròsper, però segons Pau el Diaca, el rei va concebre amb el temps una desconfiança creixent i profunda de tothom, que vorejava la mania persecutòria. Es va disfressar amb la finalitat d'escoltar dissimuladament el que pensava d'ell el carrer i el poble de Pavia. Llegendària va ser també la seva cobdícia: en rebre un ambaixador estranger, apareixia en roba gruixuda i en mal estat, per no encoratjar el desig de saquejar d'altres sobirans.
A principis de 712 Ansprand va aconseguir reunir un exèrcit de Baviera i va marxar a Itàlia; va lliurar batalla el març i el xoc va continuar fins a la nit, i va tenir un resultat incert. Aripert semblava tenir la paella pel mànec, de manera que els bavaresos estaven a punt d'abandonar el camp, però va cometre el greu error de tornar immediatament a Pavia. Els seus soldats, ofesos pel que consideraven un acte de covardia, el va abandonar. Aripert va tractar d'escapar deixant la capital per buscar refugi entre els francs, junt amb el seu germà i el seu fill. Aripert es va ofegar al riu Ticino, a causa del pes del tresor amb el qual estava tractant d'escapar, i després d'ell cap altre membre de la dinastia bavaresa va retornar al tron llombard.